# Paypayrola longifolia
Paypayrola longifolia är en violväxtart som beskrevs av Louis René Tulasne. Paypayrola longifolia ingår i släktet Paypayrola och familjen violväxter. Inga underarter finns listade i Catalogue of Life.